# 마리안느의 일생

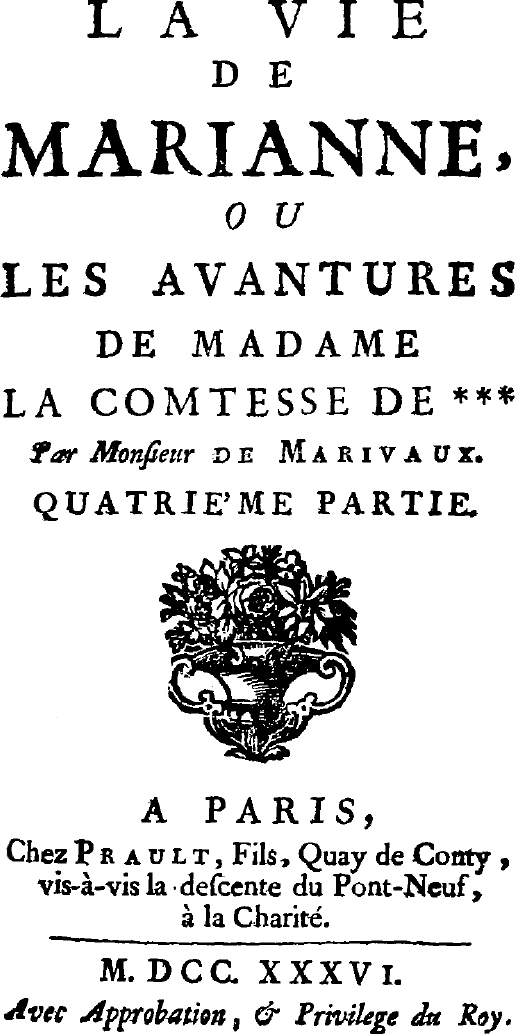
마리안느의 일생의 4번째 파트 (1736년)

《마리안느의 일생》(La Vie de Marianne, The life of Marianne: or, the adventures of the Countess of ***)은 피에르 드 마리보가 지은 고백체 형식의 미완 소설이다.
가난한 고아 마리안느가 파리에 나와서 늙은 위선자의 유혹을 피해 청년귀족 바르비드와 사랑에 빠져 주위의 반대를 물리치고 결혼한다는 줄거리이나, 여인의 변심으로 괴로워하는 데에서 이야기는 중단되어 있다. 풍속묘사가 우수한 부분도 있으나 전체로 보아 여성심리가 섬세하고 정확하게 분석되어 있는 점이 높이 평가된다.